# 雷電廿六木橋
雷電廿六木橋（らいでんとどろきばし）は、埼玉県秩父市大滝の国道140号および埼玉県道210号中津川三峰口停車場線にある2本の橋梁である。

## 概要
滝沢ダム建設に伴い、水資源開発公団（当時）が国道140号の中津川上流部を付け替えた際、下流側の現道と約120 mの高低差が発生することになったため、ここを接続するために建設された。1996年起工、1998年竣工。
ループの中間部は山の斜面を削って路盤を建設しており、構造上はこの中間部を挟んで大滝大橋（おおたきおおはし）と廿六木大橋（とどろきおおはし）の2つの橋に分けられるが、全体で1つのループに見えるようなデザイン上の配慮がなされている。2つの橋の中央部はともに直線であり、全体としては中津川を渡る2つの橋を中間部のカーブで繋いだような線形を描く。さらに、時間の経過とともに発生する雨水などによるコンクリートの汚れを、汚す場所と汚さない場所を意図してつくることによりデザインに取り込むように工夫されている。また夜間走行の安全性と環境への配慮を両立するため、街路灯は低照度のものが橋の側壁に埋め込まれている。
中間部には駐車場と公衆便所の付いた展望スペースがあり、廿六木望郷広場と名づけられている。 またループ最上部にも小規模な展望台が設置され、いずれの場所からもループ全体と近隣の滝沢ダムを一望できる。
「雷電」の名称は、秩父地方に伝わる「でえだんぼう」伝説に基づいて1998年に創作された『雷電坊物語』という物語に由来する。「廿六木」の名称は、道路付け替えに際して移転を余儀なくされた集落の名にちなむ（後述）。
1999年5月に土木学会田中賞（作品部門）、プレストレストコンクリート技術協会作品賞、同年10月に平成11年度グッドデザイン賞を受賞している。また、橋梁工事発注後に意匠設計（外観の検討）をした、当時類を見ない橋梁であり、意匠設計を担当した大成建設の技術者が、日本コンクリート工学協会賞（作品賞）を当橋梁により受賞している。

### 大滝大橋
全長345 m、最大支間長125 mのPCラーメン橋。標高の高い滝沢ダム側から下りてくる際に最初に通る橋で、位置的には下流側となる。名称は、橋の場所が秩父市合併前に大滝村であったことに由来する。

### 廿六木大橋
全長270 m、最大支間長75 mのPCラーメン橋。中間部より低い標高にあり、位置的には滝沢ダムに近い上流側となる。名称はかつてループ終端部にあり、道路付け替えのために全戸移転した廿六木集落の名に由来する。前述の廿六木望郷広場には橋の解説と並んで、廿六木集落に関する説明板が設置されている。

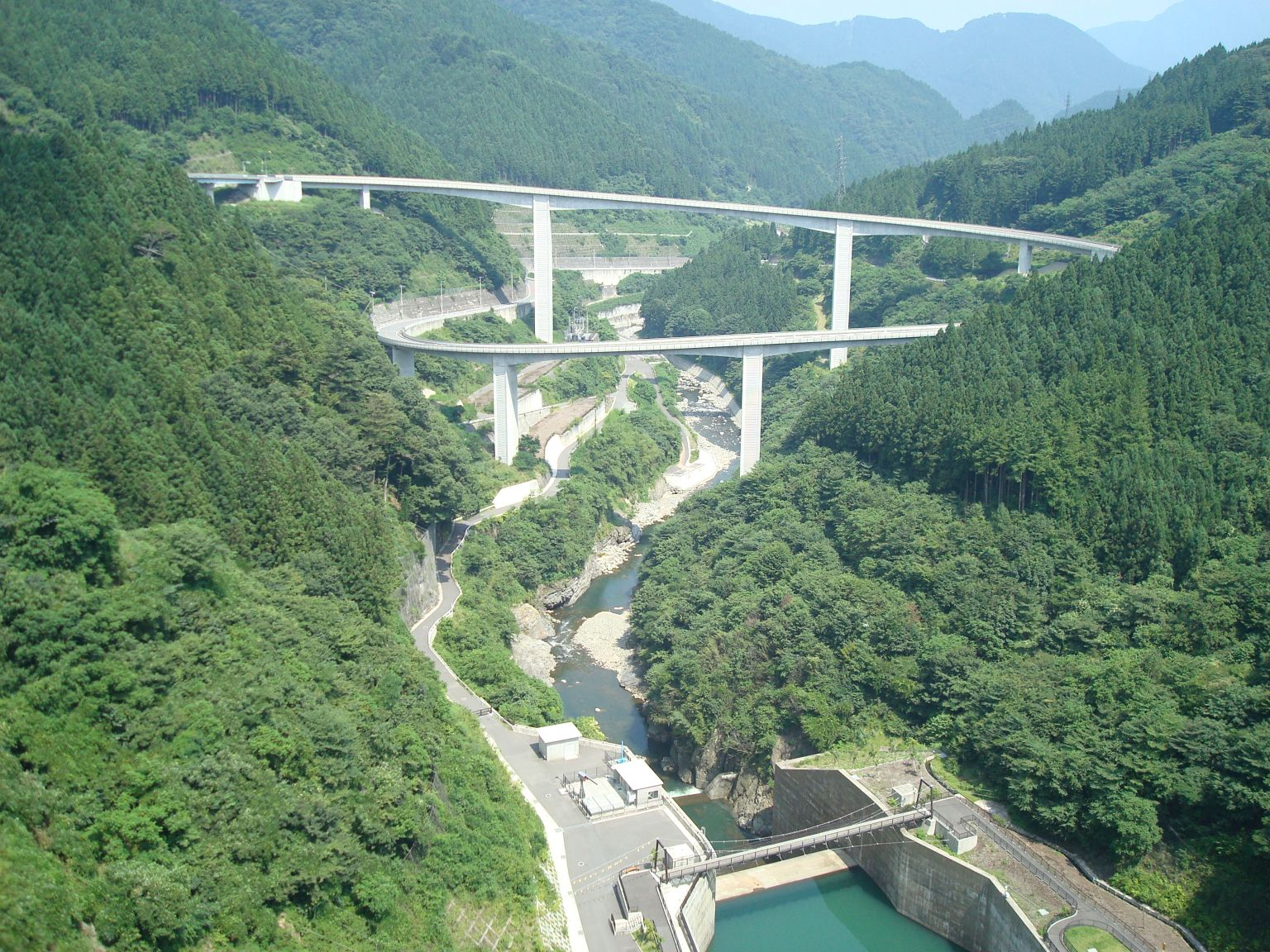
上流の滝沢ダム側から見た雷電廿六木橋。手前（画面下側）が廿六木大橋、奥（上側）が大滝大橋。下を流れるのは中津川
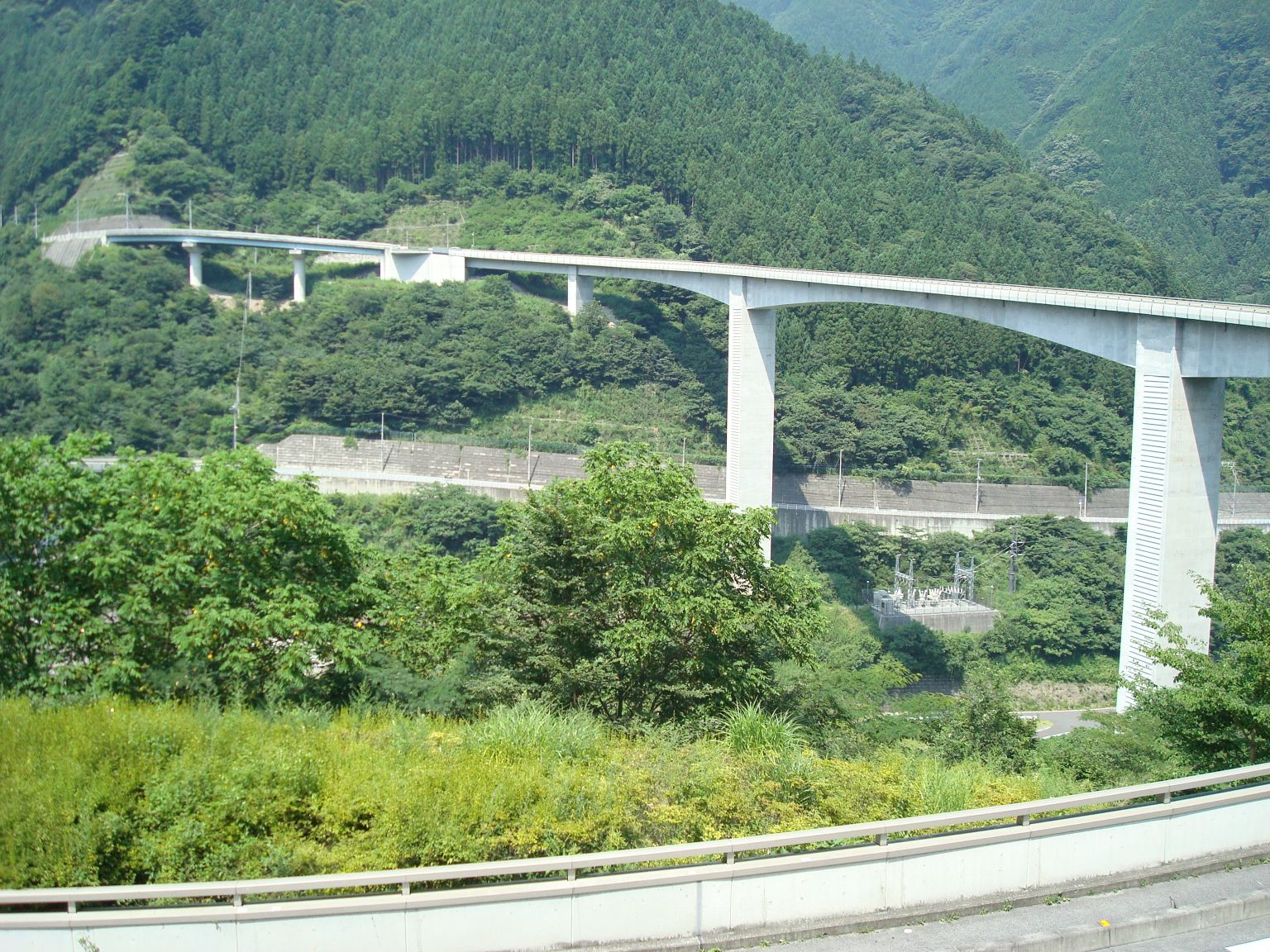
廿六木望郷広場（中間部）より望む大滝大橋と展望台。左奥の短い橋梁は上ノ山橋
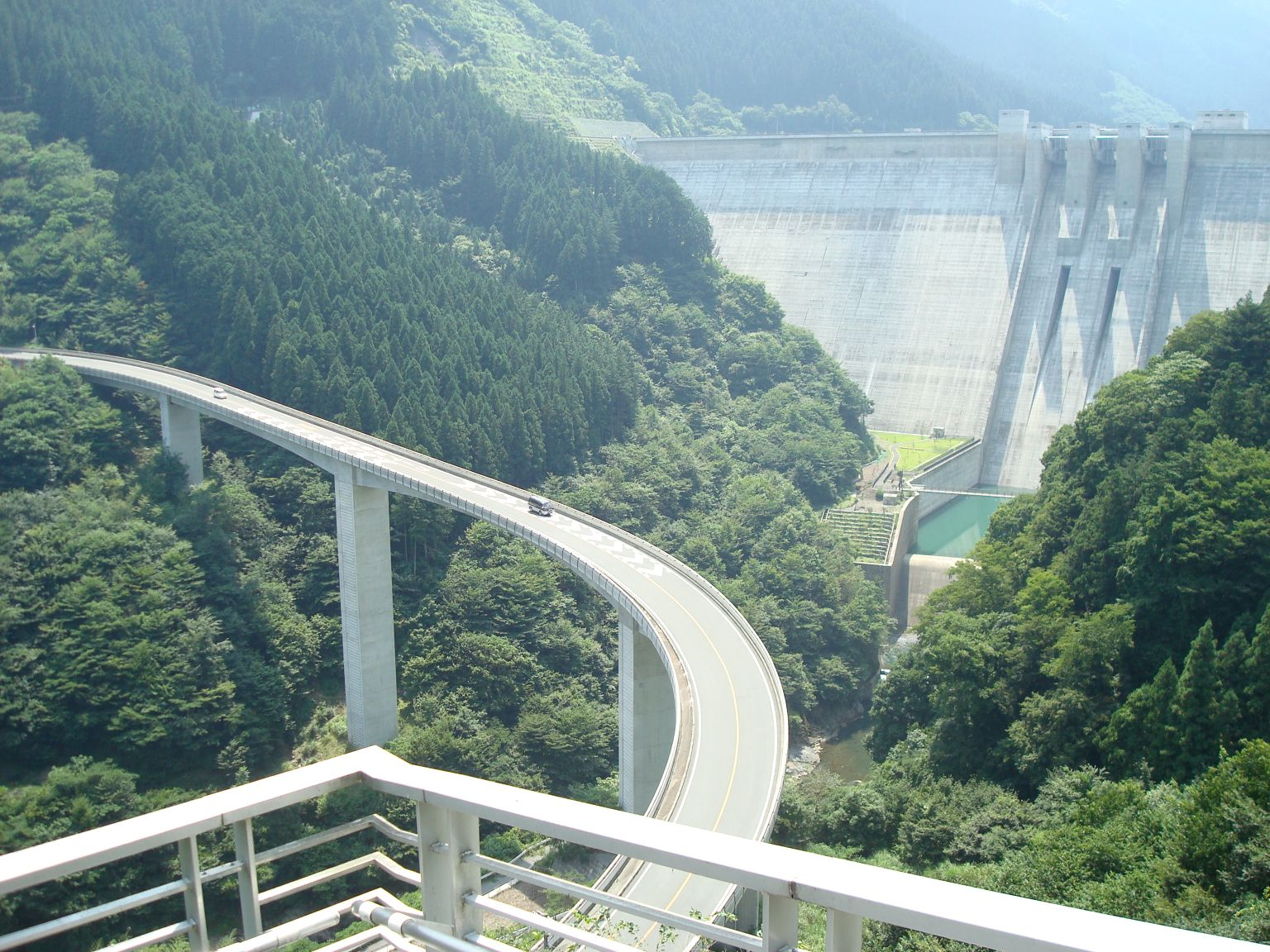
展望台より望む廿六木大橋と滝沢ダム

## その他
- 埼玉県が発行する雷電廿六木橋の橋カードが道の駅大滝温泉で配布されている[3][4]。橋カードには橋の写真のほか、橋に関するデータが記されている。